# Альфаро, Оскар
Оскар Гонсалес Альфаро (исп. Óscar Gonzáles Alfaro; 5 сентября 1921, Сан-Лоренцо — 25 декабря 1963) — боливийский писатель

, поэт, педагог и журналист, отличившийся в литературе для детей и юношества.

## Биография
Оскар Альфаро изучал право в Университете Сан-Симон в Кочабамбе, но не окончил его. Он работал учителем испанского языка и литературы в Высшем педагогическом колледже Хуана Мисаэля Сарачо в Сан-Лоренцо, а также ряде других школ и институтов Тарихи и Ла-Паса.
Он был автором программы La República de los Niños (Детская республика) на Radio Illimani и вёл колонки в различных газетах. В Ла-Пасе он принадлежал к литературной группе Gesta Barbara («Второе поколение»).
Активист Коммунистической партии Боливии, он был соратником Нило Соруко, поэта-песенника, положившего на музыку ряд стихов Альфаро (как и ещё несколько композиторов). Работу автора характеризуют его социальные интересы и стремление запечатлеть обычаи и образ жизни боливийцев.
Некоторые из его произведений были переведены на разные языки — немецкий, эсперанто, французский, английский, португальский и русский языки; так, книга El cuento de las estrellas («Рождение звезд. Сказки») вышла в СССР в 1984 году.
После смерти Альфаро его вдова, учительница Фанни Мендисабаль, продолжила распространение его работ.
В Боливии ряд школ и учебных заведений носят имя Оскара Альфаро. Его стихи и рассказы изучаются в школах.

## Произведения
- Canciones de lluvia y tierra (1948)
- Bajo el sol de Tarija, поэзия (1949)
- Cajita de música, поэзия (1949)
- Alfabeto de estrellas, поэзия (1950)
- Cien poemas para niños, поэзия (1955)
- Cuentos infantiles, рассказы (1962)
- La escuela de fiesta, гражданская лирика (1963)